# Gens Duilia
La gens Duilia era una gens plebea romana presente nei primi secoli della Repubblica.

## Itria nominausati dalla gens
I praenomina utilizzati dalla gens furono Marcus e Caius. L'unico cognomen utilizzato dalla gens fu Longus.

## Membri illustri della gens
- Marco Duilio (Marcus Duilius): vissuto nel V secolo a.C., fu tribuno della plebe nel 471 a.C.;
- Gaio Duilio (Gaius Duilius): vissuto nel III secolo a.C., fu decemviro e generale dell'esercito romano. Sconfisse la flotta cartaginese presso Milazzo nel 260 a.C..